# Isabel Jewell

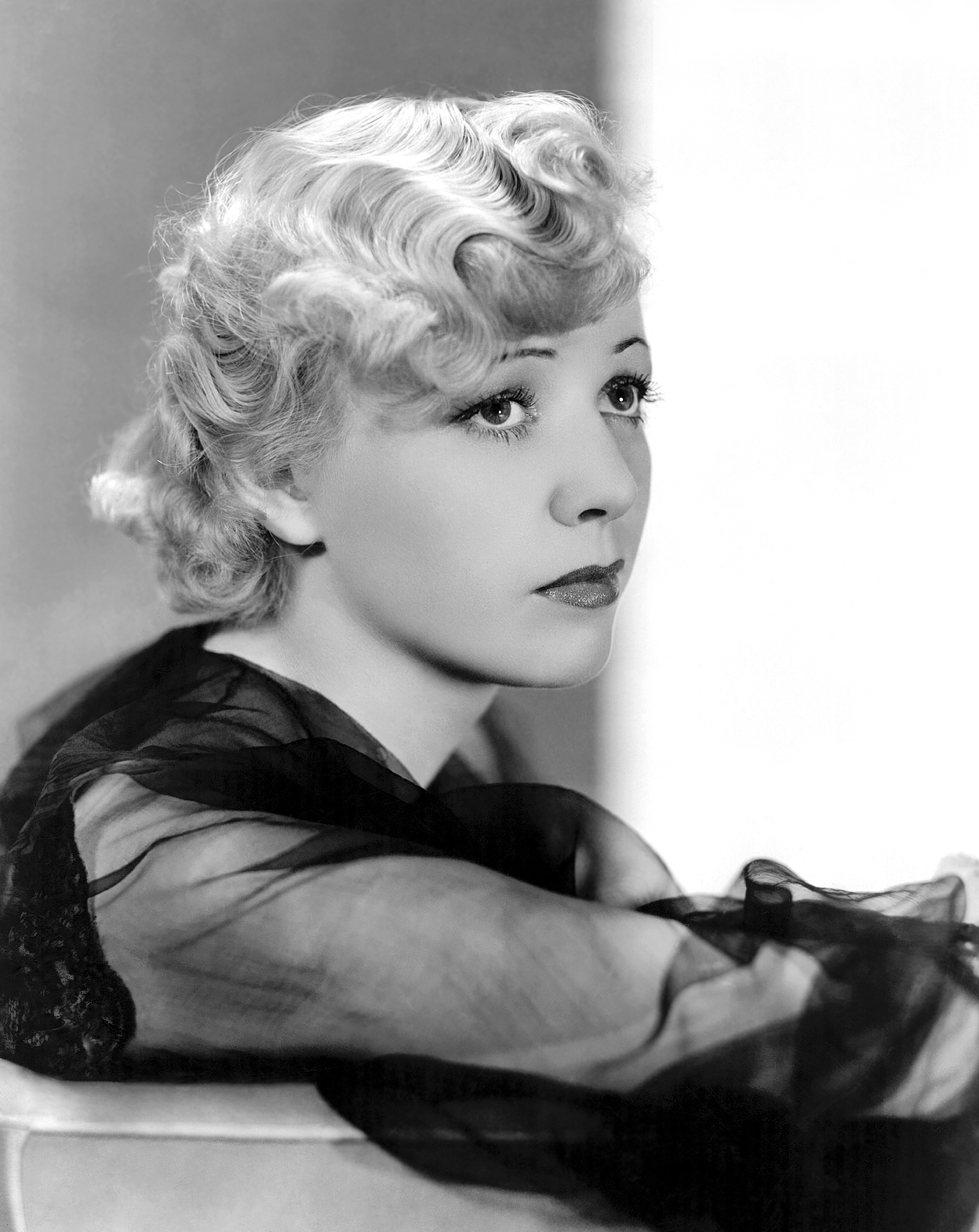
Isabel Jewell (1930er Jahre) – US-amerikanische Schauspielerin

Isabel Jewell (* 19. Juli 1907 in Shoshoni, Wyoming; † 5. April 1972 in Los Angeles, Kalifornien) war eine US-amerikanische Schauspielerin.

## Leben und Wirken
Aus ihrer Heimat im Mittleren Westen der Vereinigten Staaten ging Jewell um 1930 an den Broadway, um dort als Schauspielerin zu arbeiten. Sie bekam für ihre Auftritte bald gute Kritiken, etwa in den Stücken Up Pops the Devil und Blessed Event. Ihr Filmdebüt gab sie 1932 in der Verfilmung von Blessed Event mit Lee Tracy und Mary Brian in den Hauptrollen, allerdings ohne eine Nennung in den Credits. In den 1930er-Jahren wurde Jewell zu einer erfolgreichen Nebendarstellerin, die häufig in der Rolle des „bösen Mädchens“ eingesetzt wurde, das sexuell leicht verfügbar ist oder mit zwielichtigen Personen zu tun hat. So verkörperte sie Gangsterbräute in Filmen wie Manhattan Melodrama (1934) und Mord im Nachtclub (1939). Eine ihrer bekanntesten Rolle war die der Prostituierten Gloria in Frank Capras Filmklassiker Lost Horizon (dt. In den Fesseln von Shangri-La) an der Seite von Ronald Colman von 1937. Sie übernahm auch eine kleinere Nebenrolle in Vom Winde verweht (1939) als Emmy Slattery, die eine unziemliche Affäre mit dem Aufseher Wilkerson (gespielt von Victor Jory) hat.
Anfang der 1940er-Jahre wurden Jewells Rollen kleiner und sie kam zunehmend nur noch in B-Filmen über Kleinstrollen heraus. Den Rest ihrer Karriere trat sie nur noch gelegentlich in Film und Fernsehen auf. Einen interessanten Achtungserfolg hatte sie 1972 mit der halbdokumentarischen Biografie Ciao! Manhattan über Edie Sedgwick, doch Jewell starb noch im Jahr der Veröffentlichung im Alter von 64 Jahren. Ihre beiden Ehen mit dem Schauspieler Paul Marion (1915–2011) sowie dem Filmemacher Owen Crump (1903–1998) wurden geschieden, ob sie Kinder hatte, ist unbekannt. Isabel Jewell besitzt einen Stern auf dem Hollywood Walk of Fame.

## Filmografie (Auswahl)
- 1931: The Week End Mystery (Kurzfilm)
- 1932: Blessed Event
- 1933: Herz zu verschenken (Beauty for Sale)
- 1933: Sexbombe (Bombshell)
- 1933: Der Staranwalt von Manhattan (Counsellor at Law)
- 1933: Serenade zu dritt (Design for Living)
- 1934: Manhattan Melodrama
- 1934: Ich kämpfe für dich (Evelyn Prentice)
- 1935: Times Square Lady
- 1935: Mad Love
- 1935: Flucht aus Paris (A Tale of Two Cities)
- 1936: Höhe Null (Ceiling Zero)
- 1936: Große braune Augen (Big Brown Eyes)
- 1936: Kleinstadtmädel (Small Town Girl)
- 1936: Die zweite Mutter (Valiant Is the Word for Carrie)
- 1936: Auf in den Westen (Go West, Young Man)
- 1937: In den Fesseln von Shangri-La (Lost Horizon)
- 1937: Mord im Nachtclub (Marked Woman)
- 1938: Schnelle Fäuste (The Crowd Roars)
- 1939: Vom Winde verweht (Gone with the Wind)
- 1940: Nordwest-Passage (Northwest Passage)
- 1940: Irene
- 1940: Little Men
- 1940: Entscheidung in der Sierra (High Sierra)
- 1943: The Leopard Man
- 1943: The Seventh Victim
- 1944: The Merry Monahans
- 1946: Land der Banditen (Badman’s Territory)
- 1947: Born to Kill
- 1947: Jede Frau braucht einen Engel (The Bishop’s Wife)
- 1948: Die Schlangengrube (The Snake Pit)
- 1948: Die Ungetreue (Unfaithfully Yours)
- 1948: Tochter der Prärie (Belle Starr’s Daughter)
- 1949: Die Geschichte der Molly X (The Story of Molly X)
- 1953: Der unheimliche Untermieter (Man in the Attic)
- 1954: Der einsame Adler (Drum Beat)
- 1957: Bernardine
- 1961: Anwalt der Gerechtigkeit (Lock-Up, Fernsehserie, 1 Folge)
- 1962: Die Unbestechlichen (The Untouchables, Fernsehserie, 1 Folge)
- 1964: Stunde der Entscheidung (Kraft Suspense Theatre, Fernsehserie, 1 Folge)
- 1965: Rauchende Colts (Gunsmoke, Fernsehserie, 1 Folge)
- 1967: Der Strafverteidiger (Judd, for the Defense, Fernsehserie, 1 Folge)
- 1972: Sweet Kill
- 1972: Ciao! Manhattan

## Auszeichnungen
- 1960: Stern auf dem Hollywood Walk of Fame für ihre Filmarbeit